# Eisenia andrei
Espèce
Eisenia andrei est une espèce de vers de terre, proche parent du ver du fumier (Eisenia fetida). Comme celui-ci, c'est un ver épigé, c'est-à-dire qu'il vit dans le compost ou la litière de feuilles et les tas de fumier, plutôt que dans les sols minéraux.

## Présentation
Il est plus foncé qu’E. fetida et ses anneaux caractéristiques sont moins prononcés. Bien que son statut d'espèce distincte ait été pleinement confirmé dans le milieu des années 1980 par des analyses moléculaires (basées sur l'électrophorèse des protéines isoformes), E. andrei est encore souvent mal identifié et confondu avec le Ver du fumier.

## Répartition
On le retrouve spontanément en Europe, excepté en Europe de l'Est.

## Utilisation
Comme Eisenia fetida, il est utilisé principalement pour ses performances dans le lombricompostage et la lombriculture. Les vers de terre étant des organismes essentiels à la vie du sol et au cycle de nombreux éléments (dont cycle du carbone) et à la décomposition rapide des matières organiques ainsi qu'à l'enrichissement et l'aération du sol, cette espèce facile à élever est utilisée, avec quelques autres, dans  les laboratoires d'essais écotoxicologiques. C'est aussi un modèle animal utilisé pour mieux comprendre le processus de régénération chez un métazoaire complexe.

### Espèce modèle pour l'écotoxicologie
À titre d'exemple, des scientifiques ont étudié les effets de rejets d'eaux usées non traitées sur les vers de terre en exposant cette espèce à du sol contaminé par des eaux usées, montrant que les vers exposés développaient à la fois des problèmes de reproduction et de comportement, associés à une élévation du stress oxydatif (indiquant des dommages cellulaires. Cette étude a montré que la législation brésilienne alors en vigueur pour la protection et qualité des sols n'était pas assez stricte pour protéger les vers de terre de cette source de pollution.

### Utilisation pour étudier la régénération
E. andrei est un modèle prometteur pour la médecine régénérative, c'est en effet un invertébré possédant une structure phénotypique complexe, un système nerveux avancé capable de mémoire, un système vasculaire fermé, un cœlome et une segmentation spécialisée du corps.
Par une analyse notamment transcriptomique, il lui est suspecté d'avoir certains mécanismes de transcription de familles de gènes en commun avec la planaire permettant la régénération.
Il a aussi permis de théoriser sur une possible implication des Long interspersed nuclear element 2 (LINE2) dans la régulation des gènes au cours de la régénération. Cette hypothèse reste toutefois à prouver.

## Classification
Le nom valide complet (avec auteur) de ce taxon est Eisenia andrei (Bouché, 1972).
Eisenia andrei a pour synonymes :
- Eisenia fetida andrei Bouché, 1972
- Eisenia fetida var. unicolor André, 1963
- Eisenia foetida andrei Bouché, 1972
- Eisenia foetida var. unicolor Andre, 1963
- Eisenia unicolor Øien & Stenerson, 1984